# 失業に関する条約
失業に関する条約（しつぎょうにかんするじょうやく、英語: Convention concerning Unemployment）は、国際労働機関の条約。1919年11月28日に採択、1921年7月14日に発効した。失業の統計と政策を3か月ごとに国際労働機関事務局に報告することや、無料職業紹介所の制度などを定めた条約。
2018年4月時点で57か国が批准しており、うちイギリス領インド帝国（当時）が1938年に、ブルガリアが1960年に、ウルグアイが1982年に脱退している。